# Glyphodes rioalis
Glyphodes rioalis là một loài bướm đêm trong họ Crambidae.